# Auriolles
Auriolles (okzitanisch Auriòlas) ist eine französische Gemeinde mit 137 Einwohnern (Stand: 1. Januar 2022) im Département Gironde in der Region Nouvelle-Aquitaine. Sie gehört zum Arrondissement Langon und zum Kanton Le Réolais et Les Bastides. Die Einwohner werden Auriollois genannt.

## Geographie
Auriolles liegt etwa 54 Kilometer ostsüdöstlich von Bordeaux. An der nordöstlichen Gemeindegrenze verläuft das Flüsschen Durèze, ganz im Süden der Ségur. Umgeben wird Auriolles von den Nachbargemeinden Listrac-de-Durèze im Norden, Pellegrue im Osten und Südosten, Saint-Ferme im Süden, Cazaugitat im Westen und Südwesten sowie Soussac im Westen.

## Bevölkerungsentwicklung
| 1962                       | 1968 | 1975 | 1982 | 1990 | 1999 | 2006 | 2017 |
| -------------------------- | ---- | ---- | ---- | ---- | ---- | ---- | ---- |
| 171                        | 179  | 122  | 110  | 112  | 117  | 126  | 140  |
| Quellen: cassini und INSEE |      |      |      |      |      |      |      |

## Sehenswürdigkeiten
- Kirche St-Pierre mit Glocke aus dem 17. Jahrhundert (Monument historique)

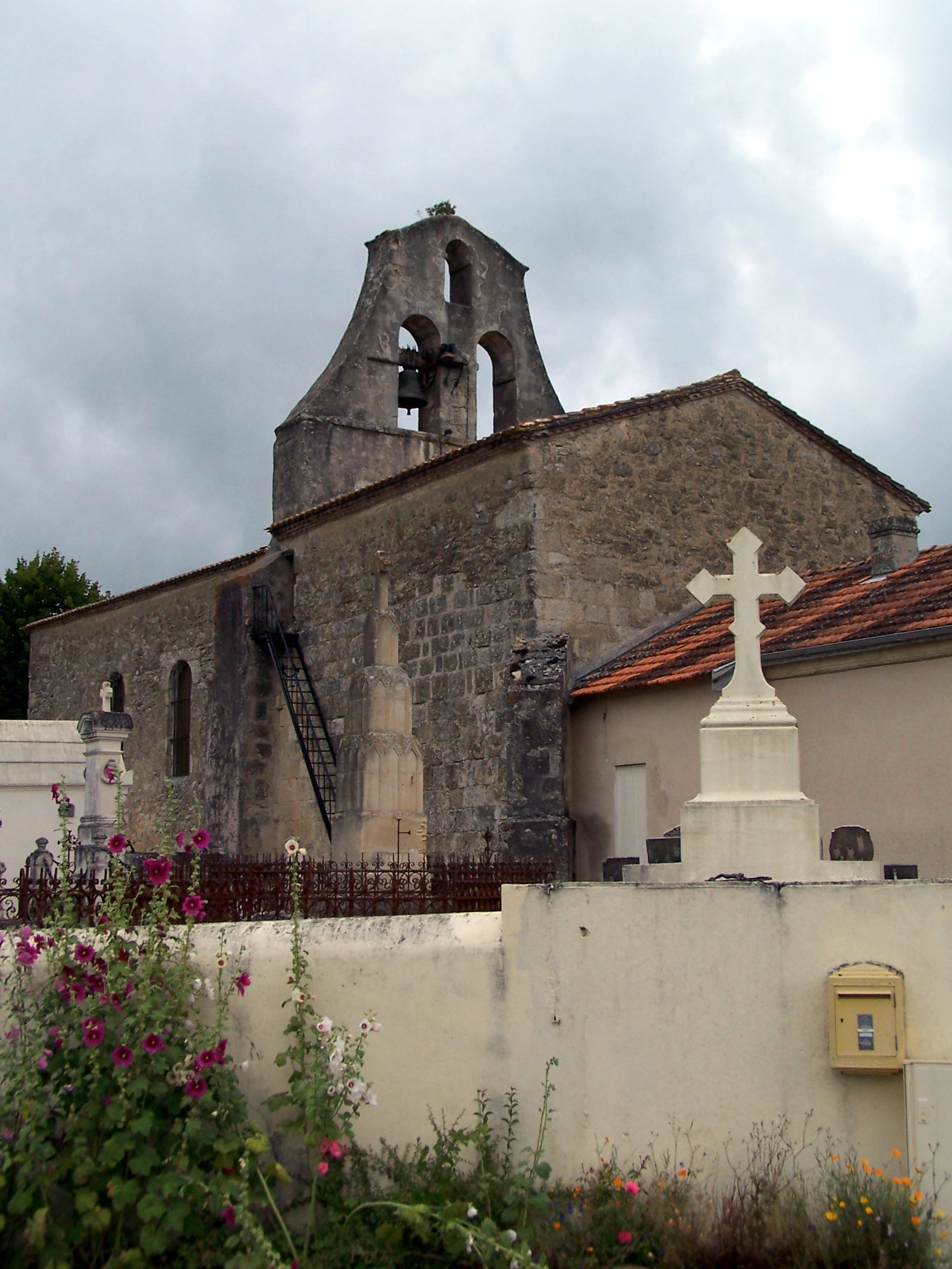
Kirche Saint-Pierre